# Polypodium appalachianum
Polypodium appalachianum là một loài thực vật có mạch trong họ Polypodiaceae. Loài này được Haufler & Windham miêu tả khoa học đầu tiên năm 1991.